# KSDS
KSDS, connu sur les ondes sous le nom de Jazz 88.3, est une station de radio de San Diego qui diffuse du jazz. Elle est la propriété du San Diego City College, bien que l'antenne soit située au Mesa College, situé au nord de San Diego. Jazz 88.3 cherche à obtenir un permis de construction pour accroître sa puissance de diffusion jusqu'à 22 000 watts, au lieu de 830 actuellement.

## Histoire
KSDS est fondée en 1951. Elle commence de diffuser du Jazz en 1973 et devient une station de format jazz en 1985. En 1992 elle est nommée “Jazz Station of the Year”(Station de jazz de l'année) par The Gavin Report, puis la National Association of Broadcasters la nomme à son tour “Jazz Station of the Year” l'année suivante.